# Jeong Da-bin
Jeong Da-bin (4 de marzo de 1980 - 10 de febrero de 2007) fue una actriz surcoreana, más conocida por la popular serie Rooftop Room Cat.

## Carrera
En 2003 Jeong y su co-protagnista Kim Rae-won saltaron a la fama con la serie Rooftop Room Cat. Representando a dos jóvenes enamorados platónicamente y viviendo juntos (el tema de la convivencia seguía siendo un tabú durante esa época entre los surcoreanos), la serie fue un gran éxito, especialmente popular entre los adolescentes y veinteañeros.

## Muerte
El 10 de febrero de 2007, Jeong fue encontrada ahorcada con una toalla en el baño de la casa de su novio en Samseong-dong, Gangnam, al sur de Seúl. Su novio, identificado por su apellido Lee, dijo que llevó a Jeong de vuelta a su casa porque ella se emborrachó, mientras salió con amigos en un bar cercano en Cheongdam-dong. Lee, quien descubrió el cuerpo a las 7:50 de la mañana y llamó a la policía, dijo que la actriz había estado recientemente deprimida por la falta de trabajo, el encarcelamiento de su anterior gerente, y los ataques maliciosos en internet acerca de su apariencia física. Lee también dijo que anteriormente Jeong había intentado suicidarse cortándose las muñecas en septiembre/octubre de 2006, aunque su agencia de talentos lo negó, diciendo que la cicatriz era de un accidente cuando ella era una estudiante de primer año en la escuela secundaria. Debido a las sospechas tanto su familia como su agencia solicitaron una investigación, y la autopsia concluyó que se trataba de un suicidio.
Aunque parece que no hubo una nota de suicidio, Jeong había colocado sus pensamientos en su blog en Cyworld un día antes de que ella se suicidase. Bajo el título "Final" (o "Terminado"), escribió:

Everything is so complicated. I get angry for no reason and I feel like I'm going crazy. It hurts so much that I feel like I'm getting seasick. My head hurts so much that I start to tear. I was becoming a slave to my temper. I thought that I was losing myself, losing my identity. Then, as if lightning had struck, all became quiet. The Lord came to me with love. He made me realize my importance and gave me courage. I was about to collapse, and he lifted me up, saying it's going to be okay. YES, I WILL BE OKAY.

Traducción:

Todo es tan complicado. Me molesto sin ninguna razón y siento como que voy a volverme loca. Esto duele tanto que siento que estoy enferma. Mi cabeza duele tanto que empiezo a llorar. Me estaba convirtiendo en esclava de mi temperamento. Pensé que estaba perdiéndome a mí misma, perdiendo mi identidad. Entonces, como si un rayo de luz me golpease, todo se volvió tranquilo. El Señor vino a mí con amor. Él me hizo darme cuenta de mi importancia y me dio valor. Yo estaba a punto de colapsar, y él me levantó diciendo: Esto estará bien. SÍ, YO ESTARÉ BIEN.

Fue cremada y sus restos fueron colocados en Cheonga Park en Ilsan, en la provincia de Gyeonggi. La muerte de Jeong, que se produjo poco después de que la cantante U;Nee se suicida se en enero de 2007, causó conmoción a lo largo y ancho de Corea y provocó preocupación por el Efecto Werther.

## Filmografía

### Series
- Money.com (SBS, 2000)
- The Full Sun (KBS2, 2000)
- New Nonstop (MBC, 2001)
- TV Novel "Hongeo" (KBS1, 2001)
- How Should I Be? (MBC, 2001)
- Trio (2002)
- Nonstop 3 (MBC, 2003)
- Rooftop Room Cat (MBC, 2003)
- My 19 Year Old Sister-in-Law (SBS, 2004)
- That Summer's Typhoon (SBS, 2005)

### Cine
- The Legend of Gingko (2000)
- He Was Cool (2004)

### Vídeo musical
- Baek Ji-young - "I Won't Love" (2006)